# Blaine (Washington)
Blaine è una città degli Stati Uniti d'America, situata nello Stato di Washington e in particolare nella Contea di Whatcom.

## Geografia

### Confine Canada-U.S.A.
Blaine è sede di due principali porti di entrata della costa occidentale tra Stati Uniti e Canada.